# Léon Livinhac

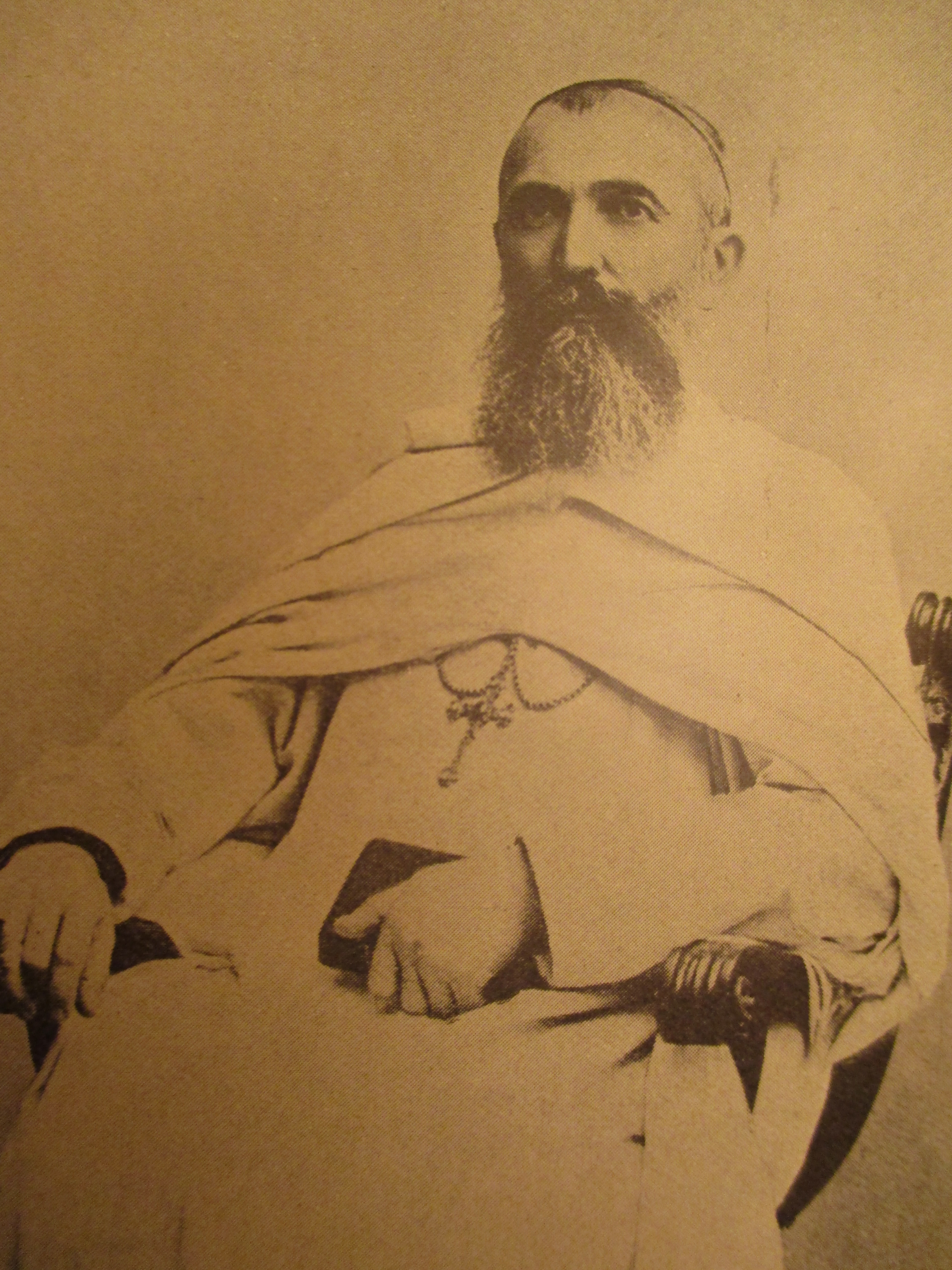
Léon Livinhac MAfr

Léon-Antoine-Augustin-Siméon Livinhac MAfr (* 13. Juli 1846 in Buzeins, Königreich Frankreich; † 12. November 1922 in El-Harrach, Algerien) war ein französischer römisch-katholischer Ordensgeistlicher und Apostolischer Vikar von Victoria-Nyanza.

## Leben
Léon Livinhac wurde am 13. Juli 1846 in Buzeins im Département Aveyron im heutigen Frankreich geboren.
Er trat in die Ordensgemeinschaft der Weißen Väter ein und empfing am 12. Oktober 1873 durch den Erzbischof von Algier, Charles Martial Lavigerie, das Sakrament der Priesterweihe.
Am 15. Juni 1883 wurde Livinhac zum Titularbischof von Pacandus und zum Apostolischen Vikar von Victoria-Nyanza im heutigen Uganda ernannt. Am 14. September des darauffolgenden Jahres spendete ihm Kardinal Lavigerie die Bischofsweihe; Mitkonsekratoren waren der Bischof von Constantine, Barthélemy Clément Combes, und der Apostolische Vikar von Tunis, Antonio Maria Buhagiar OFMCap. Am 28. Oktober 1889 trat Livinhac als Apostolischer Vikar zurück.
Am 26. November 1892 wurde er zum Generalsuperior der Weißen Väter berufen. Am 21. November 1921 wurde er zum Titularerzbischof von Oxyrynchus erhoben. Erzbischof Léon Livinhac verstarb am 13. Juli 1846 in El-Harrach.